# Бокс на Европейских играх 2019
Соревнования по боксу на Европейских играх 2019 проходили в столице Белоруссии Минске с 21 по 30 июня на площадках спортивного комплекса Дворец спорта «Уручье». В соревнованиях приняли участие 316 спортсменов. Было разыграно 15 комплектов наград — 10 у мужчин и 5 у женщин. В каждой весовой категории от страны выступал только один спортсмен. Во всех дисциплинах бронзовые награды вручаются обоим боксёрам, проигравшим в полуфинале.
Соревнования среди мужчин были совмещены с первенством континента. Это был 43-й чемпионат Европы по боксу.
Украина стала победителем чемпионата, завоевав четыре медали (две золотые, одну серебряную и одну бронзовую). Второе место в неофициальном общекомандном зачёте досталось Армении — четыре медали (две золотые, две бронзовые), а третьими стали представители России, которые завоевали три медали (одну золотую и две серебряные). Самое большое количество медалей завоевали представители Великобритании — шесть штук (одна золотая, одна серебряная и четыре бронзовые).
Украинец Александр Хижняк был признан лучшим боксёром чемпионата Европы 2019 года

## Календарь
| ЦО | Церемония открытия | ● | Квалификации | 2 | Финалы соревнований | ЦЗ | Церемония закрытия |

| Июнь | Июнь | 21 Пт | 22 Сб | 23 Вс | 24 Пн | 25 Вт | 26 Ср | 27 Чт | 28 Пт | 29 Сб | 30 Вс | Медали |
| ---- | ---- | ----- | ----- | ----- | ----- | ----- | ----- | ----- | ----- | ----- | ----- | ------ |
| Бокс | Бокс | ●     | ●     | ●     | ●     | ●     | ●     | ●     |       | 7     | 8     | 15     |

### Медалисты

#### Мужчины
| Категория   | Золото                  | Серебро              | Бронза            |
| До 49 кг    | Артур Оганесян          | Сахил Алахвердови    | Федерико Серра    |
| До 49 кг    | Артур Оганесян          | Сахил Алахвердови    | Реган Дейли       |
| До 52 кг    | Габриэль Эскобар        | Даниел Асенов        | Мануэль Каппаи    |
| До 52 кг    | Габриэль Эскобар        | Даниел Асенов        | Галал Яфай        |
| До 56 кг    | Курт Уокер              | Николай Буценко      | Раман Шарафа      |
| До 56 кг    | Курт Уокер              | Николай Буценко      | Питер Макгрейл    |
| До 60 кг    | Дмитрий Асанов          | Габил Мамедов        | Карен Тонаканян   |
| До 60 кг    | Дмитрий Асанов          | Габил Мамедов        | Отар Эраносян     |
| До 64 кг    | Оганес Бачков           | Софьян Умиа          | Энрико Лакрус     |
| До 64 кг    | Оганес Бачков           | Софьян Умиа          | Люк Маккормак     |
| До 69 кг    | Пэт Маккормак           | Харитон Агрба        | Лоренсо Сотомайор |
| До 69 кг    | Пэт Маккормак           | Харитон Агрба        | Евгений Барабанов |
| До 75 кг    | Александр Хижняк        | Сальваторе Кавалларо | Андрей Чемез      |
| До 75 кг    | Александр Хижняк        | Сальваторе Кавалларо | Майкл Невин       |
| До 81 кг    | Лорен Альфонсо Домингес | Бенджамин Уиттакер   | Симоне Фьори      |
| До 81 кг    | Лорен Альфонсо Домингес | Бенджамин Уиттакер   | Гор Нерсесян      |
| До 91 кг    | Муслим Гаджимагомедов   | Владислав Смягликов  | Шевон Кларк       |
| До 91 кг    | Муслим Гаджимагомедов   | Владислав Смягликов  | Тони Филипи       |
| Свыше 91 кг | Виктор Выхрист          | Мурад Алиев          | Нелви Тиафак      |
| Свыше 91 кг | Виктор Выхрист          | Мурад Алиев          | Марко Милун       |

#### Женщины
| Категория | Золото             | Серебро            | Бронза             |
| До 51 кг  | Бусеназ Чакыроглу  | Светлана Солуянова | Габриэла Димитрова |
| До 51 кг  | Бусеназ Чакыроглу  | Светлана Солуянова | Сандра Драбик      |
| До 57 кг  | Станимира Петрова  | Микаэла Уолш       | Дарья Абрамова     |
| До 57 кг  | Станимира Петрова  | Микаэла Уолш       | Джемима Бетриан    |
| До 60 кг  | Мира Потконен      | Келли Харрингтон   | Анастасия Белякова |
| До 60 кг  | Мира Потконен      | Келли Харрингтон   | Агнес Алексиуссон  |
| До 69 кг  | Каролина Кошевская | Ассунта Канфора    | Надин Апетц        |
| До 69 кг  | Каролина Кошевская | Ассунта Канфора    | Гронья Уолш        |
| До 75 кг  | Лоурен Прайс       | Нушка Фонтейн      | Эльжбета Вуйцик    |
| До 75 кг  | Лоурен Прайс       | Нушка Фонтейн      | Дарима Сандакова   |